# Paul Julius Arter

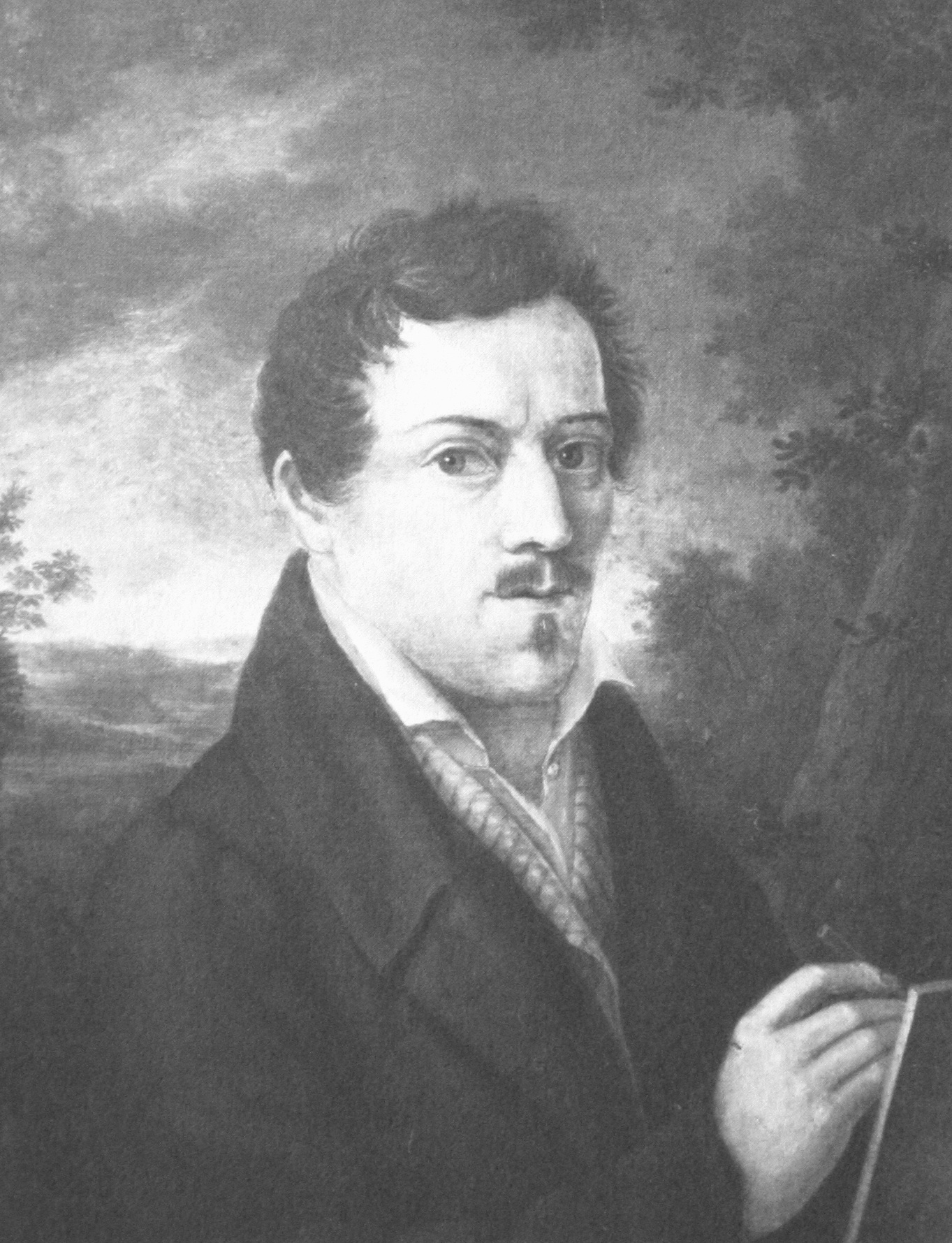
Paul Julius Arter

Paul Julius Arter auch in Künstlerkreisen unter Julius Arter bekannt; (* 19. Juni 1797 in Zürich; † 12. September 1839 in München) war ein Zürcher Schweizer Zeichner und Radierer.

## Leben
Paul Julius Arter war der einzige Sohn des Paulus Arter (1744–1832) aus seiner zweiten Ehe mit der Ottenbacher Pfarrerstochter Elisabetha Hamberger, geboren 1752. Paulus Arter war Leinenweber, Obmann der Zunft zur Waag und Mitglied des Grossen Stadtrates von Zürich. Aus Paulus Arters ersten Ehe mit Regula Wüst stammte der Maler Hans Konrad Arter (1773–1800).
Arter wuchs zusammen mit zahlreichen Halbgeschwistern in der Altstadt von Zürich auf. Die zahlreichen Wohnungswechsel lassen auf schwierige wirtschaftliche Verhältnisse schliessen. Nach der Schulzeit liess er sich zum Zeichner, Maler und Radierer ausbilden. 1819 heiratete er Regula Meyer aus Buchs, mit der er sieben Kinder hatte. Ab 1821 wird Arter im Bürgerverzeichnis der Stadt Zürich als Kunstmaler aufgeführt.

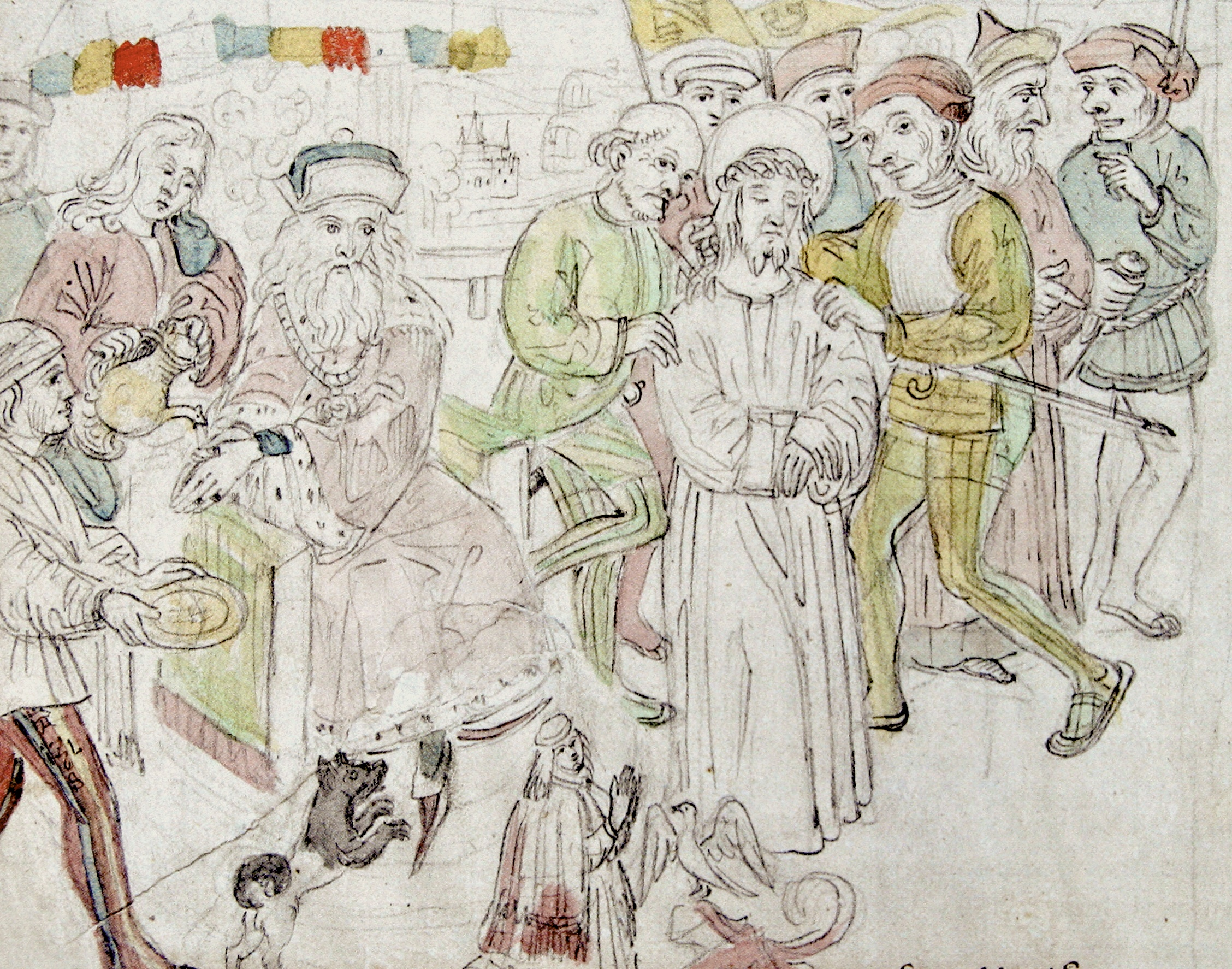
Verurteilung Jesu; Wandmalerei im Kreuzgang des Klosters Töss

Ortsansichten und Landschaften bilden einen Schwerpunkt von Arters Arbeiten. Seine Vorliebe für Kunst aus dem Mittelalter belegen zahlreiche Studien und Zeichnungen aus dem Kreuzgang des Klosters Töss, die in der ersten Hälfte der 1830er-Jahre entstanden sowie Aquatinta-Zeichnungen aus dem mittelalterlichen Zürich, die 1831–1835 unter dem Titel «Sammlung zürcher’scher Alterthümer» bei Heinrich Füssli in Zürich erschienen. Die Blätter wurden mehrere Male neu aufgelegt und illustrierten 1829 das Buch «Das alte Zürich» von Friedrich Salomon Vögelin, in dem ein Rundgang durch die Stadt im Jahr 1504 rekonstruiert wurde.
Arters letzte bekannte Arbeiten sind ein Panorama der Stadt Zürich von 1837 und das von 1838 datierte Panorama von Brütten. Das Zürcher Panorama ist ein Aquarell auf sechs Blättern mit einer Gesamtbreite von 193 Zentimetern. Das Brüttener Panorama, eine Federlithographie auf zwei Blättern, hat eine Breite von 235 Zentimetern. Beide Panoramen werden in der Kartensammlung der Zentralbibliothek Zürich aufbewahrt.
Am 6. September 1839 wurden der 42-jährige Paul Julius Arter und seine älteste Tochter Barbara bey München totd aus dem Wasser gezogen. Zurück liess er seine Witwe mit sechs unmündigen Kindern, von denen drei im Waisenhaus aufwuchsen. Erst mit der Veröffentlichung der Skizzen aus dem Kloster Töss wurden gute hundert Jahre später Arters Werke wieder bekannt.

## Zürcher Panorama vom Bürgli, 1837

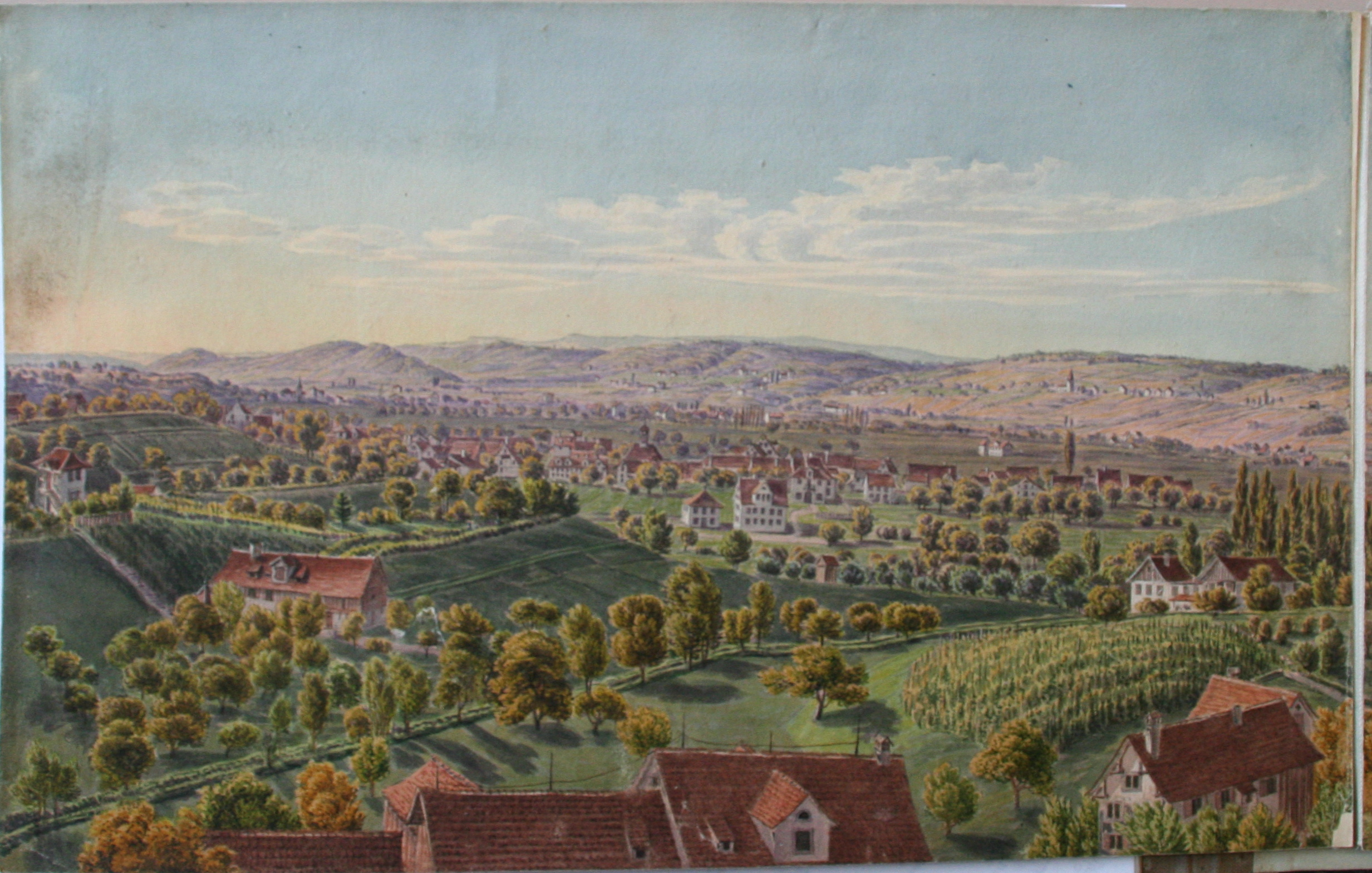
nach Nordwesten Richtung Wiedikon
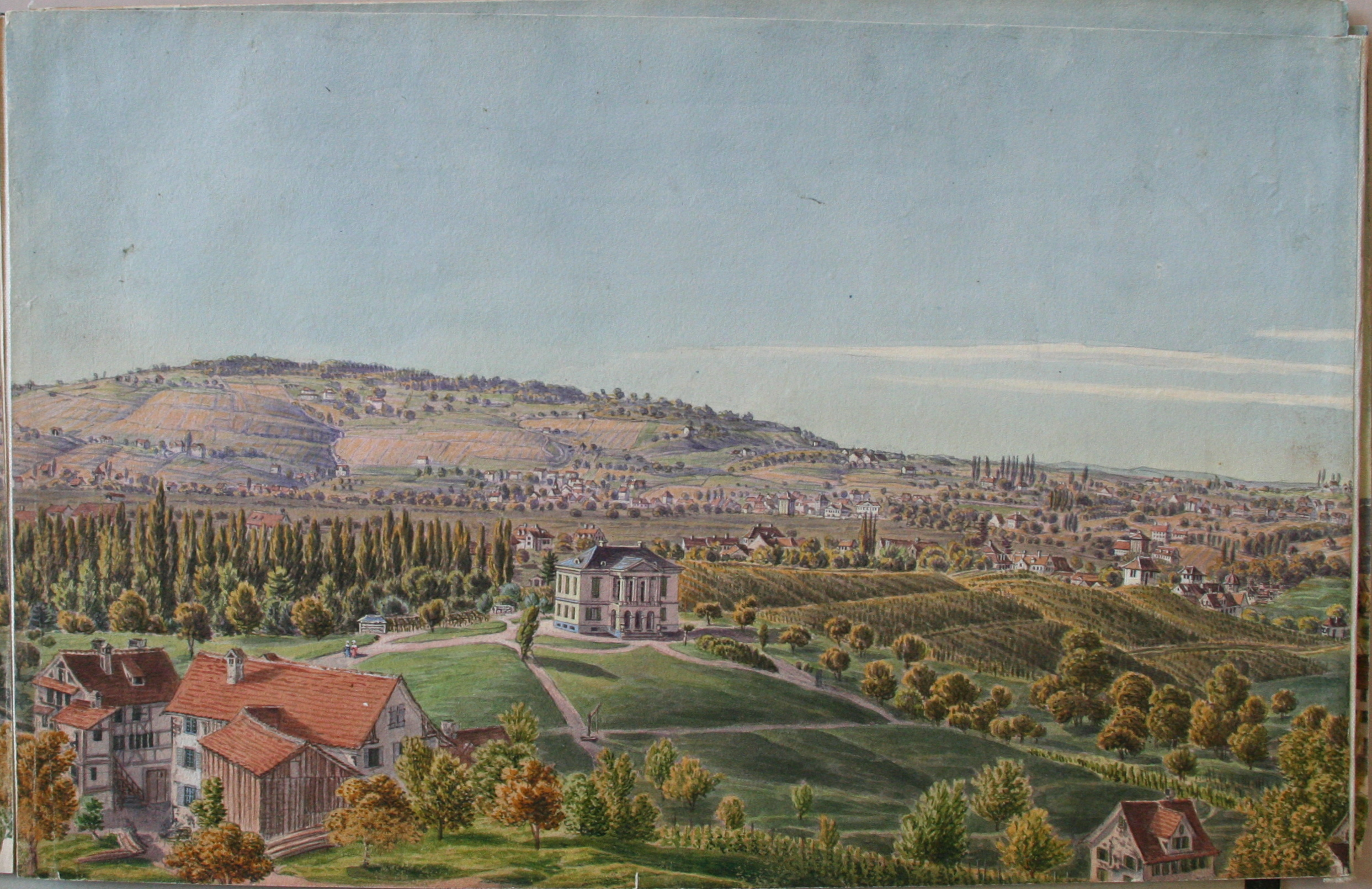
nach Norden Richtung Höngg
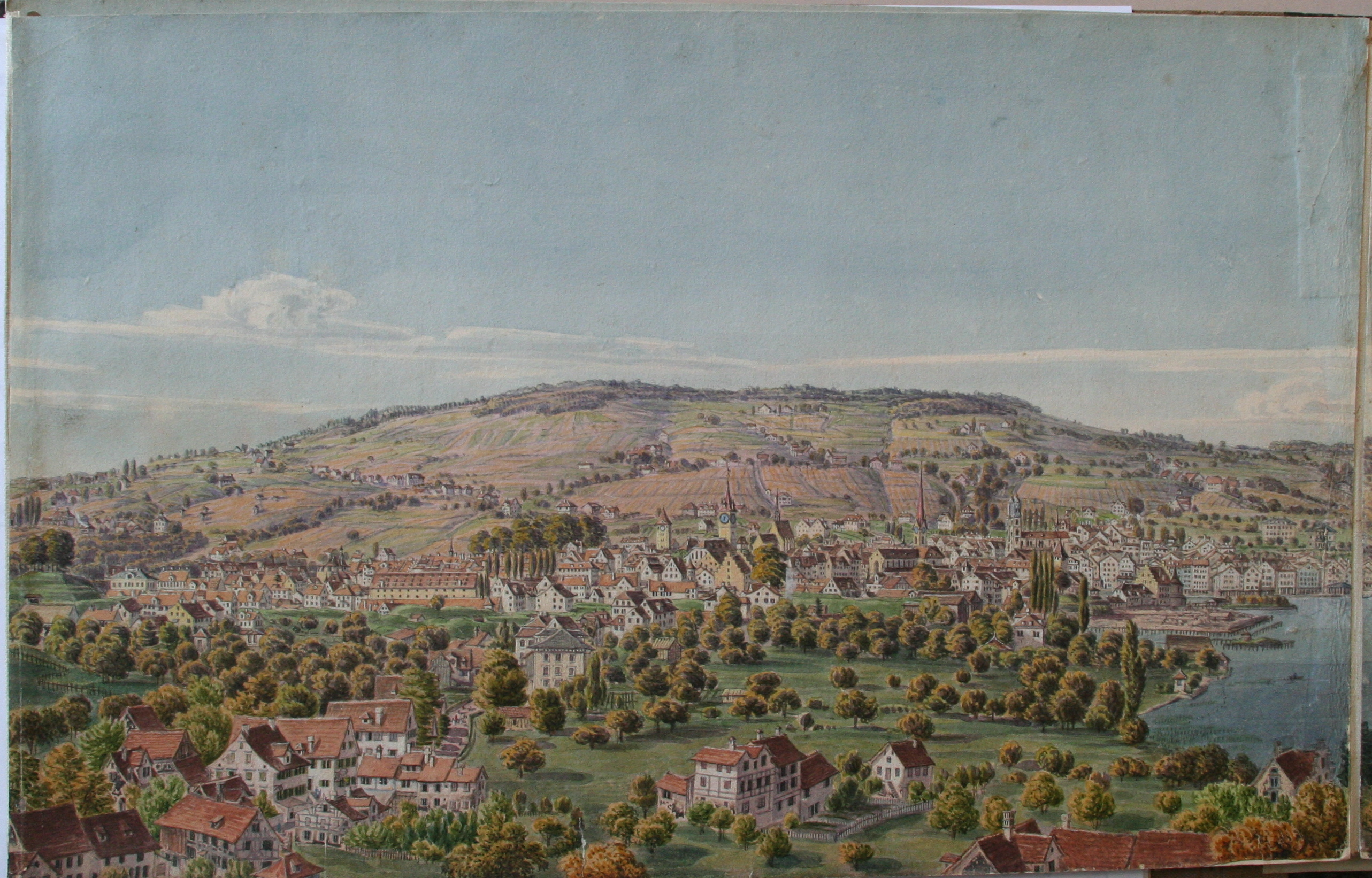
nach Nordosten Richtung Zürich
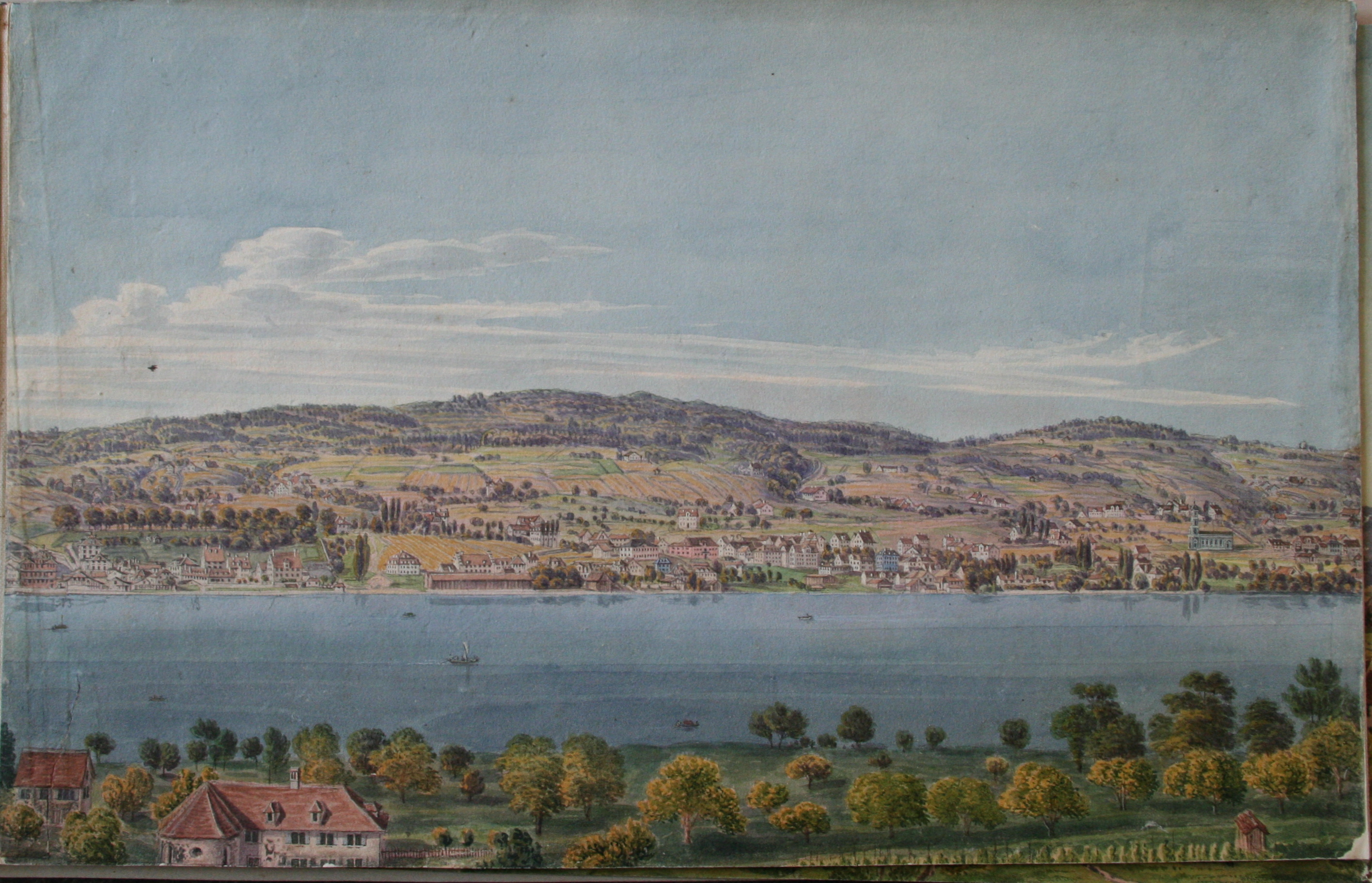
nach Westen Richtung Riesbach/Hirslanden
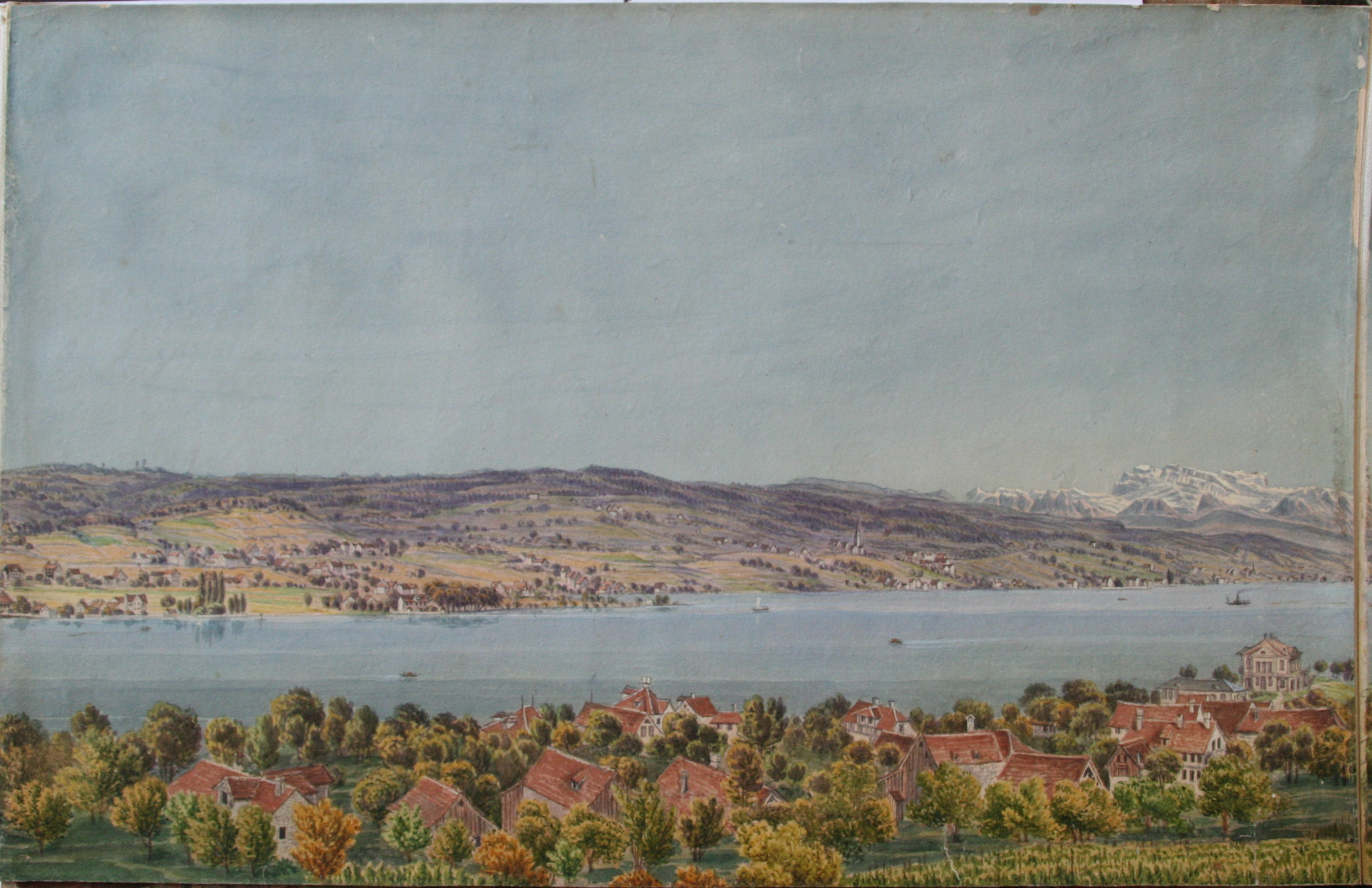
nach Nordosten Richtung Zollikon
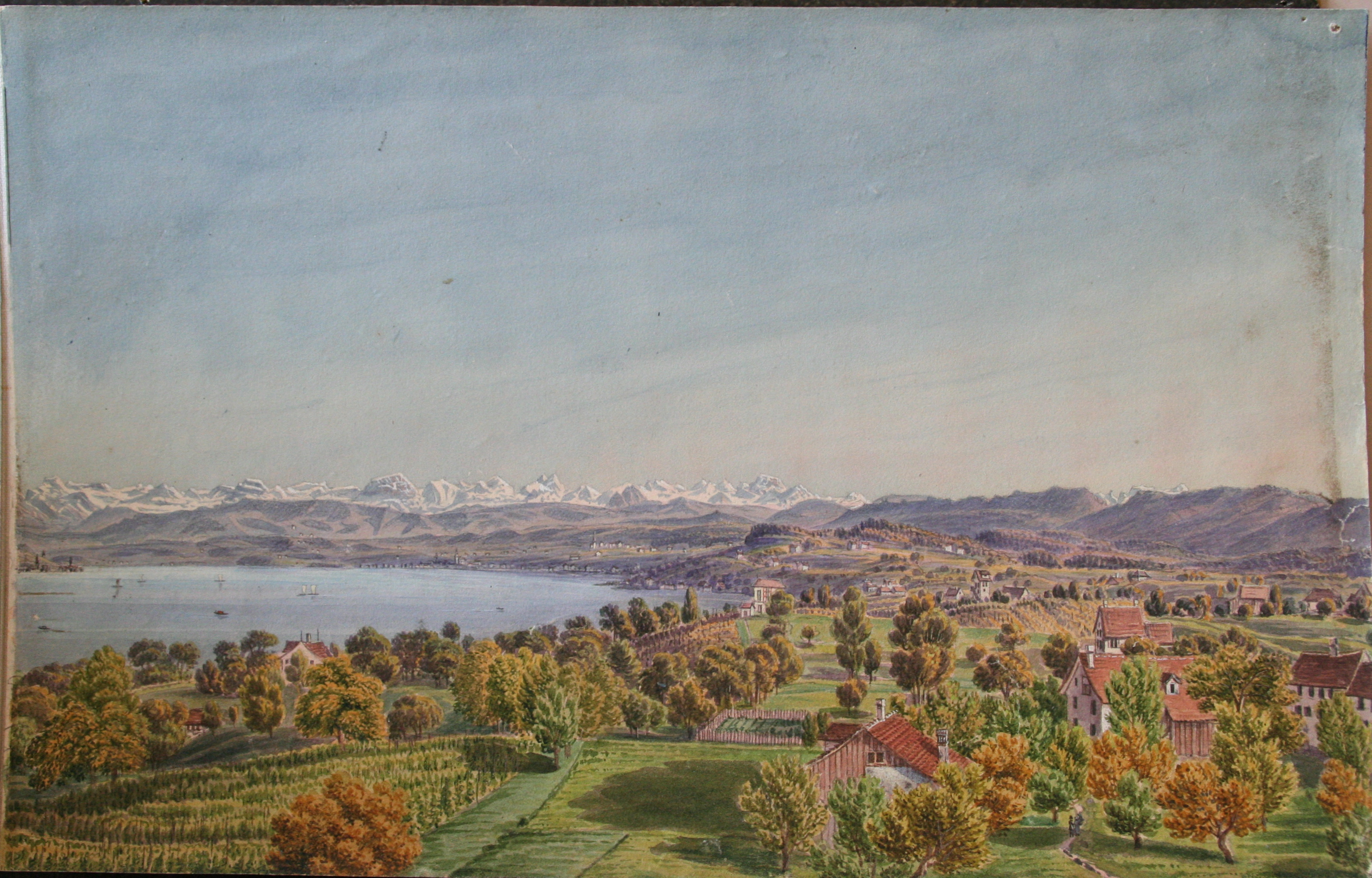
nach Süden Richtung Wollishofen